# Dunkelsberg
Dunkelsberg byla osada zaniklé obce Zakšov v Doupovských horách, ve vojenském újezdu Hradiště v okrese Karlovy Vary v Karlovarském kraji.

## Název
Jméno vesnice bylo odvozeno od příjmení Dunkel. V historických pramenech se objevuje ve tvarech: Tunklpergk (1546), Dunkerls Pergk (1563), Tunglsberg (1631), Dunckelsberg (1705), Dunkelsbergerhof (1785) a Dunkelsberg nebo Tungelsberg (1847).

## Historie

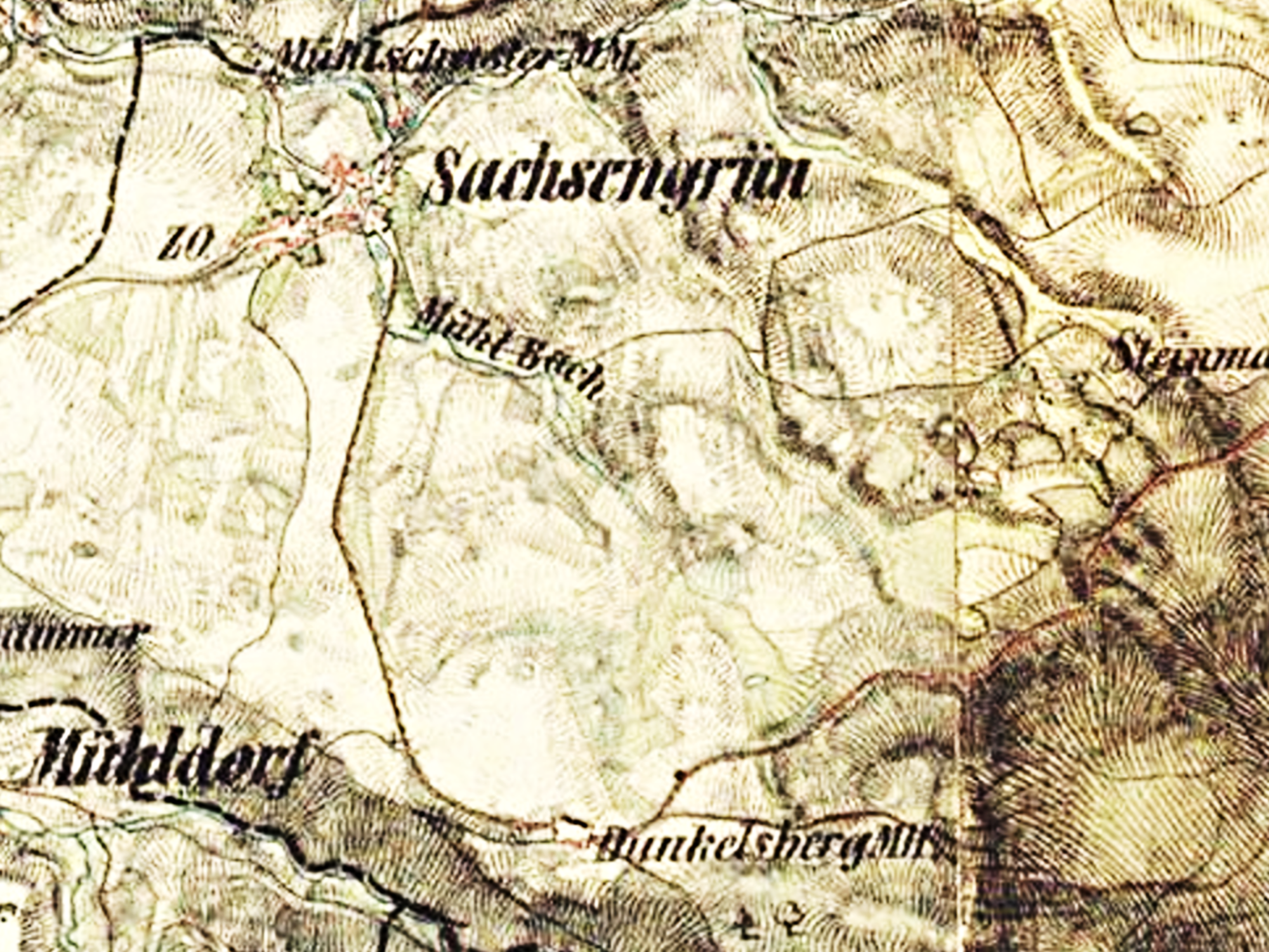
Zakšov (Sachsengrün) a Dunkelsberg na mapě z poloviny 19. století

Osada byla postavena na jih od Zakšova a její součástí byl poplužní dvůr a ovčín. Ještě o něco více na jihovýchod stávala sklárna. 
Poprvé je osada zmiňována roku 1847. V roce 1853 došlo k ukončení provozu místní sklárny. Nedaleko sklárny stával přízemní domek, který roku 1850 nechal hrabě Eugen Černín z Chudenic přestavět na lovecký zámek. Koncem šedesátých let 19. století došlo k přestavění bývalé sklárny na parní pilu, která nesla název Adelen Dampfsäge (Adélina pila). V roce 1945 byla osada vysídlena a v roce 1953 spolu se zřízením vojenského újezdu zbořena.
Skutečná doba vzniku osady však může jít ještě více do minulosti. August Sedláček se totiž ve svém díle zmiňuje o tvrzi Tunklsberk (dosud přesně nelokalizovaná), která měla stávat v obci na úpatí hory Pustý zámek v místech pole Schlossacker. Zajímavé je, že na úpatí této hory ležel právě Dunkelsberg. Tato blíže neznámá obec existovala už ve 13. století, první písemná zmínka pak pochází až z roku 1546, kdy patřila pod Doupov. V roce 1563 však už obec neexistovala, v zemských deskách je uveden už jen dvůr Dunkerls Perg.

## Pamětihodnosti
- lovecký zámeček Dunkelsberg